# (2577) Litva
(2577) Litva ist ein Asteroid des inneren Hauptgürtels, der am 12. März 1975 vom sowjetischen Astronomen Nikolai Stepanowitsch Tschernych am Krim-Observatorium in Nautschnyj bei einer Helligkeit von 15 mag entdeckt wurde. Nachträglich konnte der Asteroid bereits auf Aufnahmen gefunden werden, die am 3. November 1934 am Union-Observatorium von Johannesburg in Südafrika und am 6. Mai 1954 am Goethe-Link-Observatorium in Indiana gemacht worden waren. (2577) Litva wird von zwei Satelliten umkreist.
Der Asteroid wurde am 1. Dezember 1982 nach dem russischen Namen Литва des baltischen Staates Litauen benannt, der früher Mitglied der Sowjetunion war und heute eine unabhängige Republik ist.
Aufgrund seiner Bahneigenschaften gilt (2577) Litva als Mitglied der Hungaria-Gruppe und bewegt sich noch innerhalb des Hauptgürtels i. e. S. im Bereich einer stabilisierenden 9:2-Bahnresonanz mit Jupiter. Die Bahn des Asteroiden besitzt außerdem eine Periheldistanz (sonnennächster Punkt), die größer ist als das Perihel, aber kleiner als das Aphel (sonnenfernster Punkt) des Mars. Er wird daher zu den Marsbahngrazern gezählt. Durch die Schrägstellung der Bahn des Asteroiden gegenüber der Marsbahn können sich die beiden Himmelskörper derzeit aber nicht näher kommen als bis auf etwa 24,2 Mio. km (0,16 AE).

## Wissenschaftliche Auswertung
Eine spektroskopische Untersuchung von 820 Asteroiden zwischen November 1996 und September 2001 am La-Silla-Observatorium in Chile ergab für (2577) Litva eine taxonomische Klassifizierung als S- bzw. Sl-Typ. Aus der Helligkeit und Albedo wurde ein Durchmesser von 6,8 km abgeschätzt.
Als Asteroid der seltenen Tholen-Spektralklasse E besitzt er durch eine mineralische Oberfläche eine hohe Albedo. Spektren im sichtbaren und infraroten Bereich, die am 29. Februar und 1. März 2004 am Telescopio Nazionale Galileo (TNG) auf La Palma erhalten wurden, zeigten für (2577) Litva, ursprünglich als E-Typ klassifiziert, ein Verhalten, das eher mit den olivinreichen Asteroiden der Klasse A übereinstimmt. Spektroskopische Untersuchung am 17. August 2010 mit dem New Technology Telescope (NTT) am La-Silla-Observatorium bestätigten die taxonomische Klassifizierung als Sl-Typ.
Bereits bei einer photometrischen Untersuchung am 20./21. März 1988 am Mount-Lemmon-Observatorium in Arizona war bei (2577) Litva eine ungewöhnliche Lichtkurve mit einer dreifachen Periodizität aufgefallen. Als Rotationsperiode wurden damals 5,62 h bestimmt. Bei einer erneuten Beobachtung vom 15. bis 17. April 2004 am Santana Observatory in Kalifornien wurde versucht, die ungewöhnliche Lichtkurve durch eine Rotationsperiode von 2,82 h zu erklären. Weitere Beobachtungen erfolgten vom 28. Februar bis 1. April 2009 am Palmer Divide Observatory (PDO) in Colorado sowie an anderen Observatorien in Tschechien, USA und Australien. Sie zeigten, dass es sich bei (2577) Litva um einen binären Asteroiden handelt. Die Lichtkurve zeigte gegenseitige Bedeckungen und Verfinsterungen, aus denen auf die Rotationsperiode des primären Körpers von 2,813 h sowie die Umlaufperiode eines etwa ein Drittel so großen Begleiters von 35,81 h geschlossen werden konnte. Darüber hinaus wurde noch eine zusätzliche Periode von 5,684 h gefunden, für die noch keine eindeutige Erklärung gegeben werden konnte. Diese Ergebnisse wurden durch Beobachtungen vom 16. Juli bis 31. August 2010 am PDO bestätigt, für die Rotationsperiode des primären Körpers wurden nun 2,81288 h und für die Umlaufperiode des Begleiters wurden 35,88 h abgeleitet. Für die Ursache der Periodizität von 5,6830 h wurde eine nicht-gebundene Rotation des Begleiters angenommen.
Die Auswertung photometrischer Beobachtungen von Februar bis April 2009 und von Juli bis August 2010 im Rahmen des Projekts Photometric Survey for Asynchronous Binary Asteroids führte in einer Untersuchung von 2012 aber zu einer neuen Interpretation. Bei beiden Messreihen hatten die Lichtkurvendaten zwei Rotationskomponenten mit Perioden von 2,813 h und 5,683 h mit überlagerten gegenseitigen Ereignissen (Bedeckungen und Verfinsterungen) gezeigt. Bei der Untersuchung des Verhaltens der Rotationskomponenten in den Daten von 2009, in denen die gegenseitigen Ereignisse umfassend erfasst wurden, wurde aber festgestellt, dass beide Komponenten in allen Bahnphasen, einschließlich der gegenseitigen Ereignisse, vorhanden waren und die Ereignisse scheinbar unverändert ihre Form zeigten. Die Tatsache, dass die zweite Rotationskomponente bei den gegenseitigen Ereignissen nicht verschwand, deutete darauf hin, dass es sich nicht um eine Rotation der Sekundärkomponente handelt. Es wurde daher davon ausgegangen, dass die zweite Rotationskomponente eher zu einem dritten Körper im System gehören könnte. Für die Umlaufperiode der primären und sekundären Komponente wurden 35,872 h, für ihr Durchmesserverhältnis ein Wert von 0,34 geschätzt.
Nach dieser Vorhersage einer dritten Komponente konnte sie am 22. Juni 2012 mit dem Keck-II-Teleskop am Mauna-Kea-Observatorium auf Hawaiʻi in einem projizierten Abstand von 230 km von (2577) Litva aufgefunden werden. Weitere Beobachtungen am 27. Juni, 11. August und 16. August konnten die Entdeckung bestätigen, während ein fehlender Nachweis am 15. Juli auf eine Konjunktion mit der Primärkomponente zurückgeführt wurde. Auch im August und Oktober 2013 gab es weitere erfolgreiche Beobachtungen mit dem Keck-II-Teleskop und dem Large Binocular Telescope in Arizona. Die Bahnanalyse zeigte, dass die dritte Komponente eine Große Halbachse von 378 km und eine Umlaufzeit von 214 Tagen (oder eine halb so lange) hat. In jedem Fall würde es sich um die längste bekannte Periode für Doppel-/Mehrfachsysteme im Hauptgürtel handeln und zudem das am lockersten gebundene sein. Aus dem Helligkeitsverhältnis mit der auf 4 km Durchmesser geschätzten Hauptkomponente ergab sich für den neuen Satelliten eine Größe von etwa 1,2 km.
Neue photometrische Beobachtungen vom 4. bis 7. Juli 2020 am Center for Solar System Studies (CS3) in Colorado bestätigten noch einmal die Rotationsperiode der Primärkomponente von 2,812 h.

## Satelliten
Nach heutigem Kenntnisstand verfügt (2577) Litva über zwei Monde:
- Der erste Satellit wurde 2009 durch eine Auswertung der mit Beobachtungen an verschiedenen Observatorien erhaltenen Lichtkurven gefunden, die Okkultationen durch einen engen Begleiter zeigten. Er umkreist den Asteroiden auf einer Bahn mit einer Großen Halbachse von 21 km in 35,88 Stunden. Mit einem angenommenen Durchmesser für (2577) Litva von 4 km ergab sich für den Durchmesser des Begleiters ein Wert von 1,4 km. Dieser Begleiter hat bisher keine Benennung.

- Die dritte Komponente des Systems wurde 2012 bei der Auswertung von Beobachtungen mit dem Keck-II-Teleskop entdeckt. Dieser zweite Satellit umkreist den Asteroiden auf einer Bahn mit einer Großen Halbachse von 378 km in 214 Tagen. Er hat vermutlich einen Durchmesser von 1,2 km, seine Rotationsperiode liegt möglicherweise bei 5,684 Stunden. Er erhielt die vorläufige Benennung S/2012 (2577) 1.[13]